# Polietilene ad alta densità

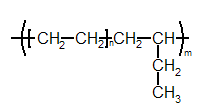
Polimero

Il polietilene ad alta densità (spesso abbreviato come HDPE, dall'inglese high-density polyethylene) è un polimero termoplastico ricavato dal petrolio. Per ottenere un chilogrammo di HDPE sono necessari 1,75 kg di petrolio, in termini di energia e di materia prima. Viene comunemente riciclato. Nel 2007 il mercato globale dell'HDPE raggiunse un volume di oltre 30 milioni di tonnellate.

## Proprietà
L'HDPE presenta scarse ramificazioni, col risultato che le forze intermolecolari e la resistenza alla trazione sono maggiori che nelle varietà di polietilene meno dense. Le differenze meccaniche sono più rilevanti delle differenze in densità, di modo che l'HDPE possiede una più alta forza specifica. È anche più duro e più opaco e può sopportare temperature più elevate (120 °C / 248 °F per brevi periodi, 110 °C / 230 °F continuamente). Il polietilene ad alta densità, a differenza del polipropilene, non può sopportare le condizioni di autoclave normalmente richieste. La mancanza di ramificazione è ottenuta con una scelta appropriata del catalizzatore (ad esempio catalizzatori di Ziegler-Natta) e delle condizioni di reazione. L'HDPE contiene, come elementi chimici, carbonio e idrogeno.

## Applicazioni
L'HDPE resiste a molti diversi solventi e ha una grande varietà di applicazioni, tra cui:
- Cavi per telecomunicazioni
- Tubazioni, interrate e no, per il trasporto di fluidi in pressione
- Contenitori
  - Flaconi di detersivo per abiti
  - Bottiglie per il latte
  - Taniche di carburante per veicoli
  - Innaffiatoi
- Mobilio di plastica
  - Tavoli pieghevoli
  - Sedie pieghevoli
- Baracche per il ricovero di attrezzi
- Barche
- Banchine componibili
- Borse di plastica
- Geomembrane per applicazioni idrauliche (canali, rinforzi di banchine...) e il contenimento di certi composti chimici
- Sistemi di tubazioni resistenti alle sostanze chimiche aggressive
- Mortai resistenti al calore per il lancio di fuochi d'artificio
- Sistemi di tubazioni per convogliare il calore geotermico
- Sistemi di tubazioni per la distribuzione del gas naturale
- Sistemi di tubazioni per l'acqua, per servizi domestici
- Isolante interno di cavi coassiali
- Barriere per radici
- Protezione dalla corrosione per tubazioni d'acciaio
- Tyvek
- Guide e scatole per snowboard
- Bottiglie che si possano riutilizzare
- Hula hoop moderni
- Piattelli
- Tappi per bottiglie
- Protesi per il seno
- Teste di mazze per bike polo
- Zanzariere.

L'HDPE è usato anche in amplissimi fogli, resistenti alle sostanze chimiche, per isolare le discariche e impedire l'inquinamento del suolo e delle falde acquifere da parte della parte liquida dei rifiuti.
Uno dei più grandi impieghi dell'HDPE è nei materiali compositi di legno e materie plastiche. In questo si usa per lo più del polimero riciclato.
L'HDPE è largamente usato anche nel commercio di materiali pirotecnici. I mortai di HDPE sono preferiti a quelli d'acciaio o di PVC perché sono più durevoli e, cosa ancora più importante, sono molto più sicuri. Se una granata esplode male nel mortaio, il manufatto di HDPE tende a strapparsi piuttosto che a frantumarsi in detriti affilati che possono uccidere o ferire gli astanti. Il PVC e l'acciaio sono particolarmente inclini a questo, e il loro uso viene evitato ove possibile.
Le bottiglie di latte e altri oggetti cavi realizzati attraverso il blow molding sono la più importante area applicativa dell'HDPE - vi si utilizzano annualmente oltre 8 milioni di tonnellate, circa un terzo della produzione mondiale. Sopra tutti, un mercato in crescita per l'HDPE da imballaggio rigido è quello della Cina, dove le prime bottiglie di HDPE per bevande furono importate nel 2005, come conseguenza del suo più elevato tenore di vita. In India e in altre nazioni emergenti densamente popolate l'espansione delle infrastrutture comporta la posa di tubazioni e cavi d'isolamento realizzati in HDPE. Il materiale ha beneficiato del dibattito sulle possibili contaminazioni sanitarie e ambientali provocate dal PVC e dal bisfenolo A associato al policarbonato, così come dei vantaggi che presenta rispetto a vetro, metallo e cartoncino.
Impiegato anche in ambito aerospaziale per la sua ottima capacità schermante contro le radiazioni cosmiche.